# After the War
After the War är ett studioalbum av den brittiske blues- och rockartisten Gary Moore, släppt år 1989.
År 2003 släpptes samma album igen fast nu i en digitally remastered edition där ytterligare fyra spår finns att tillgå i slutet av albumet.

## Låtlista
1. Dunluce, Pt. 1 - 1:17 (Gary Moore)
2. After the War - 4:17 (Gary Moore)
3. Speak for Yourself - 3:42 (Gary Moore / Neil Carter)
4. Livin' on Dreams - 4:14 (Gary Moore)
5. Led Clones - 6:07 (Gary Moore / Neil Carter)
6. The Messiah Will Come Again - 7:29 (Roy Buchanan)
7. Running from the Storm - 4:45 (Gary Moore)
8. This Thing Called Love - 3:22 (Gary Moore)
9. Ready for Love - 5:39 (Gary Moore)
10. Blood of Emeralds - 8:19 (Gary Moore / Neil Carter)
11. Dunluce, Pt. 2 - 3:50 (Gary Moore)
Bonusspår på 2003 års digitally remastered edition
Dessa bonusspår var tidigare utgivna som CD-singelspår.
12. Emerald - 4:06 (Phil Lynnot) - Från After The War CD-Singel GMSCD 1
13. Over the Hills and Far Away - 10:16 (Gary Moore / Jimmy Page / Robert Plant) - Live Version
14. Military Man - 6:26 (Gary Moore) - Från Ready For Love CD-Singel GMSCD 2- Live Version
15. Wild Frontier - 5:01 (Phil Lynnot) - Från Ready For Love CD-Singel GMSCD 2- Live Version